# Turneul celor Patru Trambuline 2015-2016
Turneul celor Patru Trambuline 2015-16 a avut loc în cele patru locuri tradiționale: Oberstdorf, Garmisch-Partenkirchen, Innsbruck și Bischofshofen, situate în Germania și Austria, în perioada 29 decembrie 2015 și 06 ianuarie 2016.

## Rezultate

### Oberstdorf
HS 137 Schattenbergschanze, Germania

29 decembrie 2015
| Loc | Nume            | Naționalitate | 1a(m) | 2a (m) | Puncte | Puncte Total Turneu |
| --- | --------------- | ------------- | ----- | ------ | ------ | ------------------- |
| 1   | Severin Freund  | Germania      | 126.0 | 137.5  | 307.2  | 307.2 (1)           |
| 2   | Michael Hayböck | Austria       | 130.0 | 139.0  | 304.2  | 304.2 (2)           |
| 3   | Peter Prevc     | Slovenia      | 129.5 | 130.0  | 299.9  | 299.9 (3)           |
| 4   | Anders Fannemel | Norvegia      | 130.5 | 129.0  | 295.8  | 295.8 (4)           |
| 5   | Noriaki Kasai   | Japonia       | 127.0 | 133.5  | 290.6  | 290.6 (5)           |

### Garmisch-Partenkirchen
HS 137 Große Olympiaschanze, Germania

1 ianuarie 2016
| Loc | Nume                 | Naționalitate | 1a(m) | 2a (m) | Puncte | Puncte Total Turneu |
| --- | -------------------- | ------------- | ----- | ------ | ------ | ------------------- |
| 1   | Peter Prevc          | Slovenia      | 133.5 | 136.0  | 272.7  | 572.6 (1)           |
| 2   | Kenneth Gangnes      | Norvegia      | 132.0 | 134.0  | 260.1  | 548.7 (4)           |
| 3   | Severin Freund       | Germania      | 133.5 | 132.5  | 256.8  | 564.0 (2)           |
| 4   | Johann André Forfang | Norvegia      | 128.0 | 133.5  | 250.8  | 529.6 (6)           |
| 5   | Michael Hayböck      | Austria       | 131.0 | 132.0  | 247.3  | 551.5 (3)           |

### Innsbruck
HS 130 Bergiselschanze, Austria

 3 ianuarie 2016
| Loc | Nume                 | Naționalitate | 1a(m) | 2a (m) | Puncte | Puncte Total Turneu |
| --- | -------------------- | ------------- | ----- | ------ | ------ | ------------------- |
| 1   | Peter Prevc          | Slovenia      | 130.8 | 138.7  | 269.5  | 842.1 (1)           |
| 2   | Severin Freund       | Germania      | 124.1 | 133.3  | 258.4  | 822.4 (2)           |
| 3   | Kenneth Gangnes      | Norvegia      | 127.1 | 124.4  | 251.1  | 800.2 (3)           |
| 4   | Johann André Forfang | Norvegia      | 122.4 | 127.3  | 249.7  | 779.3 (5)           |
| 5   | Michael Hayböck      | Austria       | 119.2 | 128.3  | 247.5  | 799.0 (4)           |

### Bischofshofen
HS 140 Paul-Ausserleitner-Schanze, Austria

 6 ianuarie 2016
| Loc | Nume            | Naționalitate | 1a(m) | 2a (m) | Puncte | Puncte Total Turneu |
| --- | --------------- | ------------- | ----- | ------ | ------ | ------------------- |
| 1   | Peter Prevc     | Slovenia      | 139.0 | 142.5  | 297.3  | 1139.4 (1)          |
| 2   | Severin Freund  | Germania      | 136.0 | 141.0  | 290.5  | 1112.9 (2)          |
| 3   | Michael Hayböck | Austria       | 136.0 | 139.0  | 282.6  | 1081.6 (3)          |
| 4   | Stefan Kraft    | Austria       | 136.0 | 138.0  | 278.0  | 1036.2 (5)          |
| 5   | Kenneth Gangnes | Norvegia      | 131.5 | 137.0  | 273.3  | 1073.5 (4)          |

### Clasament General
Clasamentul general după desfășurarea a patru concursuri. 
| Loc | Nume                 | Naționalitate | Oberstdorf (final) | Garmisch-Partenkirchen (final) | Innsbruck (final) | Bischofshofen (final) | Puncte Total Turneu |
| --- | -------------------- | ------------- | ------------------ | ------------------------------ | ----------------- | --------------------- | ------------------- |
| 1   | Peter Prevc          | Slovenia      | 299.9 (3)          | 272.7 (1)                      | 269.5 (1)         | 297.3 (1)             | 1139.5              |
| 2   | Severin Freund       | Germania      | 307.2 (1)          | 256.8 (3)                      | 258.4 (2)         | 290.5 (2)             | 1112.9              |
| 3   | Michael Hayböck      | Austria       | 304.2 (2)          | 247.3 (5)                      | 247.5 (5)         | 282.6 (3)             | 1081.6              |
| 4   | Kenneth Gangnes      | Norvegia      | 288.6 (6)          | 260.1 (2)                      | 251.5 (3)         | 273.3 (5)             | 1073.5              |
| 5   | Stefan Kraft         | Austria       | 287.7 (7)          | 238.6 (9)                      | 231.9 (11)        | 278.0 (4)             | 1036.2              |
| 6   | Johann André Forfang | Norvegia      | 278.8 (8)          | 250.8 (4)                      | 278.0 (4)         | 256.2 (7)             | 1035.5              |
| 7   | Noriaki Kasai        | Japonia       | 290.6 (5)          | 231.0 (12)                     | 236.8 (7)         | 254.8 (9)             | 1013.2              |
| 8   | Anders Fannemel      | Norvegia      | 295.8 (4)          | 241.5 (7)                      | 231.8 (12)        | 241.0 (18)            | 1010.1              |
| 9   | Richard Freitag      | Germania      | 276.5 (9)          | 243.6 (6)                      | 233.3 (10)        | 248.0 (11)            | 1001.4              |
| 10  | Andreas Wank         | Germania      | 264.5 (13)         | 231.8 (11)                     | 235.4 (9)         | 242.7 (16)            | 974.4               |

## Legături externe
- de Site web oficial